# Championnat de France masculin de volley-ball 1983-1984
Navigation
Saison précédente Saison suivante
Le Championnat de France de volley-ball Nationale 1 1983-1984 a opposé les six meilleures clubs françaises de volley-ball.

## Listes des équipes en compétition
| \| Asnières Cannes Grenoble Montpellier Stade français Sète \| Localisation des clubs engagés dans le championnat. |
| Asnières Cannes Grenoble Montpellier Stade français Sète                                                           |

| Asnières Sports |
| AS Cannes       |
| AS Grenoble     |
| Montpellier UC  |
| Arago de Sète   |
| Stade français  |

## Formule de la compétition
- Phase régulière, les 6 équipes se rencontrent en match aller/retour.
- Les quatre premiers du classement se rencontrent en trois tournois (dit tournois des As). Les résultats de la saison régulière sont conservés. Le classement final est établi à l'issue des douze rencontres.
- Les deux derniers du classement sont regroupés avec les deux premiers de Nationale 1B et l'Équipe de France espoirs pour disputer plusieurs tournois (dit tournois des petits As).

## Saison régulière

### Classement
| # | Équipe          |
| 1 | Asnières Sports |
| 2 | AS Grenoble     |
| 3 | Stade français  |
| 4 | Montpellier UC  |
| 5 | Arago de Sète   |
| 6 | AS Cannes       |

## Tournois des As

### Classement
| # | Équipe          | Pts | J  | G  | P  |
| 1 | Asnières Sports | 22  | 12 | 10 | 2  |
| 2 | AS Grenoble     | 19  | 12 | 7  | 5  |
| 3 | Stade français  | 17  | 12 | 5  | 7  |
| 4 | Montpellier UC  | 14  | 12 | 2  | 10 |

## Tournois des petits As
| # | Équipe                   |
| 1 | Arago de Sète            |
| 2 | AS Cannes                |
| 3 | Racing CF                |
| 4 | JSA Bordeaux             |
| 5 | Équipe de France espoirs |

## Bilan de la saison
| Qualifications européennes 1984-1985 |                            |
| Compétition                          | Qualifiés                  |
| Ligue des champions                  | Asnières Sports            |
| Coupe des vainqueurs de Coupes       | AS Cannes                  |
| Coupe de la CEV                      | Stade français AS Grenoble |

| Promotions et relégations |                        |
| Relégués en Nationale 1B  |                        |
| Promus de Nationale 1B    | Racing CF JSA Bordeaux |